# Iron Man 3: The Official Game
Iron Man 3: The Official Game é um jogo eletrônico para celular desenvolvido e publicado pela Gameloft. O jogo foi lançado em 25 de abril de 2013, e é baseado no filme Homem de Ferro 3. O jogo é um corredor sem fim, onde o jogador tenta esquivar de objetos para marcar pontos e completar o nível e derrotar vilões do Homem de Ferro. A história é uma continuação dos eventos do filme. O jogo recebeu críticas mistas, com os críticos elogiando a premissa básica, mas criticando as compras de jogos excessivas no aplicativo e restrições de tempo baseadas em freemium.

## Desenvolvimento
O jogo foi anunciado pela primeira vez pela Gameloft em março de 2013.  A empresa optou por ter uma abordagem diferente ao jogo que eles tiveram com a adaptação para videogames de Iron Man 2, que foi um jogo de ação-aventura relativamente mal recebido, em vez disso optando por torná-lo um jogo de plataforma. 